# ピザーノ
ピザーノ（伊: Pisano）は、イタリア共和国ピエモンテ州ノヴァーラ県にある、人口約800人の基礎自治体（コムーネ）。

## 地理

### 位置・広がり
| 隣接するコムーネは以下の通り。 - アルメーノ - コラッツァ - メイナ - ネッビウーノ |